# Kees Tel
Kees Arjan Tel (Eindhoven, 8 februari 1971) is een Nederlands componist, tekstdichter, muziekproducent, multi-instrumentalist en zanger.

## Loopbaan
Hij schrijft en produceert in vele verschillende stijlen. Zo heeft hij veel bekende televisieprogramma’s in binnen- en buitenland van muziek voorzien. Hij was medeverantwoordelijk voor de zomerhit van het jaar 2000, Que si que no van zanger Jody Bernal. Hij nam voor Studio 100 liedjes op voor Kabouter Plop, Piet Piraat & Samson & Gert.
Meerdere malen schreef en produceerde hij nummers voor het Nationaal songfestival met als hoogtepunt het nummer "Three Is The Magic Number" van de Toppers dat in 2009 de Nationale finale bereikte.
Kees Tel is vooral befaamd in de Nederlandstalige muziekwereld vanwege het Nederlandse geluid van zijn producties, ook wel Tel-Sound genoemd. Succesvolle voorbeelden hiervan zijn nummers van René Schuurmans, Gebroeders Ko, Rob van Daal, Stef Ekkel, Alex, Johan Vlemmix, Roy Raymonds & Eric Dikeb.
Ook heeft hij de nummer 1-hit van Gerard Joling 'Maak Me Gek' geschreven en geproduceerd.
Zijn composities hebben meerdere malen prijzen gewonnen op verschillende muziekfestivals.
Op 30 december 2009 won hij als componist de "Vakprijs van het Nederlandse Lied 2008 en 2009".
In 2013 won hij de Storm Party award voor de beste Nederlandse producer. In 2018 produceerde hij het nummer Hallo allemaal afkomstig van het tv-programma De Luizenmoeder voor de Gebroeders Rossig welke dagenlang op 1 op iTunes stond en de grote carnavalskraker van 2018 werd.
In 2019 ontving hij uit handen van Adrie van den Berk een gouden plaat voor de single van René Schuurmans Laat de zon in je hart.
Ook verzorgt Tel de Geen Stijl Café Mega Mixen op de website van Geenstijl waarmee Tel, door muzikale inbreng van reaguurders, muziekmixen maakt.

## Wetenswaardig
- Kees Tel is de broer van Commodore 64-componist Jeroen Tel.